# Biograd na Moru
Biograd na Moru (Em italiano Zaravecchia) é uma cidade da Croácia, do condado de Zadar. No recenseamento de 2001, a municipalidade tinha 5.259 habitantes, dos quais, 95% eram Croatas. Fica no litoral do mar Adriático, estando em face da Iha Pašman.
É considerada como centro geográfico da porção litorânea da Croácia.

## História
Na Antiguidade era conhecida como Iadera, Blandona ou Alba Maritima, era a antiga capital da Libúrnia sob o Império Romano.
Foi residência de alguns reis da Croácia. Esteve submissa aos Venezianos no século XII, sendo por eles chamada de Zara-Vecchia «Velha Zadar». Foi saqueada em 1202 pelos Venezianos auxiliados pelos cruzados, como punição por uma revolta.
Foi duramente bombardeada entre 1991 e 1993, durante a Guerra de Independência da Croácia (1991-1995).